# Bad Girl (film 1931)
Bad Girl è un film del 1931, diretto da Frank Borzage, che vinse due premi Oscar: uno andò a Borzage per la regia, l'altro premiò Edwin J. Burke per la migliore sceneggiatura non originale che si basava sul romanzo omonimo del 1928 di Viña Delmar e sul lavoro teatrale, scritto dallo stesso Delmar insieme a Brian Marlowe presentato a Broadway all'Hudson Theatre il 2 ottobre 1930 con protagonista Sylvia Sidney.

## Trama
Dorothy Haley è una ragazza giovane, carina, intraprendente. Vive con il fratello: un uomo severo, che si è preso cura di lei, ma che nutre ancora un'idea 'patriarcale' della famiglia e dei rapporti tra uomo e donna. Ovunque vada, gli uomini la notano e cercano di attaccare discorso o di invitarla fuori; e lei è stanca di stare sempre sulle difensive.
Una sera, a Coney Island, la sua amica Edna le propone una scommessa: c'è un ragazzo che se ne sta da una parte, pensieroso; non sarà anche lui ossessionato dall'idea di flirtare! Dorotyhy, convinta com'è del contrario, si avvicina alla 'vittima'; ma questi non solo non abbocca, ma si mostra anche scostante con lei e la tratta con sarcasmo. 'Dot' rimane colpita da questo modo di fare e per la prima volta si lascia coinvolgere. E così, congedata l'amica, passa la sera insieme al ragazzo, parlando un po' di tutto. Alla fine della serata, lui le rivela il suo vero nome, Eddie, e la bacia rapidamente.
Eddie è impiegato presso un negozio di radio; si intende di elettronica e sogna di aprire un negozio tutto suo. È talmente preso dalla sua passione che si dimentica di aver dato il primo appuntamento a Dot (per la verità è lei che gli ha telefonato in negozio, con insolita intraprendenza): così la lascia sola sotto la pioggia. Lei, adirata, piomba nell'appartamento del ragazzo e lo trova a trafficare con le sue radio. Lui però si fa perdonare. I due si abbracciano e passano la notte insieme. 
Al mattino, Dot è disperata: cosa dirà suo fratello?!  Eddie risolve il problema facendo precipitare la situazione: le propone il matrimonio! E lei accetta, commossa.
Il fratello però la prende male: non capisce questa fretta (sospetta che lei sia incinta) e non approva che Eddie non sia andato da lui per chiedere la mano della ragazza. E, dopo un diverbio, manda la sorella fuori di casa.
Dorothy si rifugia dall'amica Edna (che vive con il suo bambino). La mattina dopo Eddie si fa attendere (Dot pensa addirittura che lui l'abbia lasciata), ma alla fine arriva e i due vanno a sposarsi.
Poco dopo, Dorothy scopre di essere incinta e si confida con l'amica Edna: teme che Eddie 
non ne sia contento, preso com'è dal suo sogno professionale a cui ha già pensato di destinare i suoi risparmi. Nonostante l'invito di Edna a parlar chiaro col marito, Dorothy non gli dice niente; anzi, gli manifesta la volontà di tornare a lavorare (per arrotondare le entrate), cosa che lui non approva per nulla. 
Credendo che la moglie voglia lavorare per permettersi una casa più bella, Eddie investe tutti i suoi risparmi in una nuova casa. E organizza una festa a sorpresa, per mostrare a Dorothy il nuovo appartamento, perfettamente arredato (quintessenza del sogno della classe media, tantopiù nell'era della Depressione in cui ci troviamo!).
Ma la serata finisce male: la casa è bellissima, ma Eddie nel suo discorso mostra di preferire, per sé e per la moglie, una bella vita in una bella casa ad una esistenza passata ad accudire dei 'marmocchi'. E Dot, che custodisce ancora il suo segreto, scoppia a piangere.
E così, di qui in avanti, questo gioco di nascondimenti e incomprensioni prosegue e addirittura monta: Dot vuole il figlio, Eddie (lo scopriremo) pure; ma lei è convinta che lui non lo voglia e così si comporta come se anche lei non lo volesse; e di conseguenza lui si rinforza nel suo malinteso (è così certo che Dot non voglia figli da consultare un medico perché l'aiuti a superare questa paura!). 
Per pagare il dottore, Eddie rispolvera la vecchia passione della box e sale nuovamente sul ring. 
Il match si mette male, ma Eddie riesce a parlare all'avversario, colosso di buon cuore, e a persuaderlo a farlo vincere.  Tutto pesto, arriva appena in tempo: Dorothy entra in ospedale per partorire. E nasce un bel maschietto. Altro motivo di soddisfazione per Eddie è che il dottore non solo non si fa pagare, ma salda lui il conto dell'ospedale e in più dona al piccolino 15 dollari su un nuovo conto in banca!
Così, alla fine, Eddie e Dorothy rientrano a casa col bambino. Entrambi hanno capito quanto il nuovo arrivato fosse benvoluto da tutti e due.

## Produzione
Il film fu prodotto dalla Fox Film Corporation che, nel 1932, ne fece uscire anche una versione in spagnolo dal titolo Marido y mujer con Conchita Montenegro e George J. Lewis.

## Distribuzione
Distribuito dalla Fox Film Corporation, il film uscì nelle sale cinematografiche USA il 13 agosto 1931.

### Riconoscimenti
- 1932 - Premio Oscar
  - Migliore regia a Frank Borzage
  - Migliore sceneggiatura non originale a Edwin J. Burke
  - Nomination Miglior film alla 20th Century Fox